# Американский пирог 7: Книга любви
«Американский пирог представляет: Книга любви» (англ. American Pie Presents: The Book of Love) — американская секс-комедия режиссера Джона Путча.  Это четвертая часть серии фильмов «Американский пирог представляет», спин-оффа франшизы «Американский пирог».  В фильме снимались Баг Холл, Брэндон Хардести, Кевин Хортон, Бет Берс, Дженнифер Холланд, Джон Патрик Джордан, Розанна Аркетт и Юджин Леви.  Это было последнее появление Шермана Хемсли в кино перед его смертью 24 июля 2012 года.
Фильм был выпущен прямо на DVD в США 22 декабря 2009 года компанией Universal Studios Home Entertainment. Продажи DVD составили 5,2 миллиона долларов.

## Сюжет
Действие фильма разворачивается в Грейт Фоллс, через десять лет после первого фильма «Американский пирог». Новыми героями этого фильма являются три новых неудачника: Роб, Нейтан и Луб. Однажды Роб случайно поджигает школьную библиотеку, и во время уборки находит в ней размокшую книгу с надписью «Библия» на обложке. Но под этой обложкой находится совсем другая книга — «Книга любви» (или «Библия Секса»), пособие о том, как лишиться девственности, которое выпускники школы Ист Грейт Фоллс составляли на протяжении многих лет. Впервые эта книга появляется в первом фильме — Кевин так же находит её под стеллажом библиотеки, получив подсказку от старшего брата. Роб и его друзья пытаются воспользоваться информацией из книги, но большую её часть невозможно прочесть, и все их попытки ухаживать за девушками терпят крах. В конце концов друзья решают восстановить книгу и начинают обзванивать её предыдущих владельцев, чтобы заново собрать материал. Самым первым владельцем оказывается мистер Левенштейн. Он рассказывает ребятам историю создания книги и соглашается помочь им с поиском материала. Наконец друзья восстанавливают книгу полностью и отправляются в весёлую поездку, где и потеряют свою девственность.

## В ролях
| Актёр               | Роль                                  |
| ------------------- | ------------------------------------- |
| Баг Холл            | Роб Ширсон                            |
| Кевин Хортон        | Нейтан Дженкилл                       |
| Брэндон Хардести    | Маршалл «Луб» Лубецки                 |
| Юджин Леви          | мистер Левенштейн                     |
| Джон Патрик Джордан | Скотт Стифлер                         |
| Бет Берс            | Хейди, пассия Роба                    |
| Мелани Папалиа      | Дэна, девушка Нейтана                 |
| Дженнифер Холланд   | Эшли, пассия Луба                     |
| Луиза Литтон        | Имоджен, студентка из Великобритании  |
| Шерман Хемсли       | священник                             |
| Кёртис Армстронг    | Пит О'Доннелл, учитель                |
| Розанна Аркетт      | Мадлен Ширсон, мама Роба              |
| Нико МакЭун         | Коди, младший брат Роба               |
| Карин Коновал       | менеджер магазина                     |
| Синди Басби         | Эми, подруга Эшли                     |
| Наоми Хьюэр         | Элисон, подруга Эшли                  |
| Адриэнн Картер      | Кэти, девушка, которую отверг Стифлер |

### Камео
| Актёр                  | Роль                         |
| ---------------------- | ---------------------------- |
| Кевин Федерлайн        | таможенник                   |
| Дастин Даймонд         | первый выпускник             |
| Кристофер Томас Хауэлл | второй выпускник             |
| Кристофер Найт         | третий выпускник             |
| Тим Мэтисон            | Карлито, четвёртый выпускник |
| Стив Рейлсбэк          | пятый выпускник              |
| Роберт Романус         | шестой выпускник             |
| Брет Майклс            | играет самого себя           |

## Места съёмок
- Фильм снимали в деревне Энмор[англ.], Британская Колумбия, Канада.
- Школа Ист-Грейт-Фоллс — средняя школа в Кокуитламе.
- Сцены на подъёмнике — горнолыжный курорт Граус Маунтин[англ.] в Ванкувере.

## Саундтрек
1. Yello — «Oh Yeah»
2. Nickelback — «Something in Your Mouth»
3. The High Decibels — «Sexy Little Thing»/«Miss Cindy»
4. Freddy Rawsh feat. Don Ramone — «Smoke Alarm»
5. Katy Perry — «Hot N Cold»
6. Fall Out Boy — «Dance Dance»
7. Sideway Runners — «Turn It Down»
8. Robie Breastnut — «Hypnotik»
9. Ace Baker — «Beer»
10. Nio Renee Wilson — «When You Want Some Uh Uh»
11. Wanda Bell — «How Do I Know»
12. Quanteisha — «Get Loose (The Hipjoint Remix)»
13. The High Lonesome — «Pauline»
14. Sam Morrison — «Katmandu»
15. Dr. Hollywood — «1969»
16. Isaac Hayes — «Body Language»
17. Aidan Hawken — «If Something’s Wrong»
18. All Time Low — «Damned If I Do Ya (Damned If I Don’t)»
19. Cobra Starship — «Hot Mess»
20. Crash Boom Bang — «Are You Ready»
21. Keely Hawkes — «Got Me Some Love»
22. The Friday Night Boys — «Stuttering»
23. The Genders — «Army Girl»
24. Ace Baker — «Obsession»
25. The High Lonesome — «Something Wild»
26. Travis Tritt — «Burnin' Love»
27. Aidan Hawken — «Laid»
28. Billy Trudel — «She Can Dance»
29. Mikey & The Gypsys — «Monday»
30. The Elliots — «In It For You» («Catch my Fall»)
31. Melinda Ortner — «Heartbeats»
32. Эллиотт Смит — «Say Yes»
33. Fire! Fire! — «Book of Love»
34. Big B feat. Scott Russo — «Sinner»
35. Kaya Jones — «Mouth to Mouth»

## Критика
Четвертый спин-офф серии получил в основном негативные отзывы от критиков. Андре Делламорте из Collider написал: «Я не могу ненавидеть такой фильм за тот факт, что это четвертое прямое видео-продолжение фильмов «Американский пирог». Если вы не знали, что получаете, входя в  дверь, то кто на самом деле виноват?». 
В своем обзоре для IGN Р. Л. Шаффер сказал, что серия фильмов потеряла «вдумчивый и проникновенный тон» оригинального фильма, и, хотя этот фильм пытается вернуть некоторые из них, это «слишком поздно». 
Дэвид Нусейр из Reel Film Reviews дал фильму 1,5 балла из 4 и назвал его «... типично низкой арендной платой и совершенно ненужным стремлением прямо к видео».